# بل برياسون
وليام ماكغوري «بل» برياسون (مواليد 8 ديسمبر 1951 في دي موين، ولاية آيوا)، هو كاتب مؤلف وصحفي أمريكي لمجموعة كتب من الأكثر مبيعاً في الولايات المتحدة شملت مواضيع عن السفر واللغة والعلم.

## بداية حياته
ولد في ولاية أيوا ودرس في جامعة ديوك

## الانتقال إلى بريطانيا
زار بريطانيا أول مرة 1973 خلال سياحة في أوروبا وقرر البقاء فيها بعد أن وجد عملاً وكان معظم فترة إقامته يعمل صحفياً ورفض الخضوع لاختبار الجنسية البريطانية

## من مؤلفاته المترجمة للغة العربية
- كتاب: «موجز تاريخ كل شيء تقريبا».
- كتاب: «الجسد -دليل المستخدمين».

## الجوائز
- نال برياسون في عام 2004 الجائزة التقديرية أفانتس للكتب العلمية (بالإنجليزية: The Aventis Prizes for Science Books) على كتابه تاريخ مختصر لكل شيء تقريبا (بالإنجليزية: A Short History of Nearly Everything).[6]

## روابط خارجية
- بل برياسون على موقع IMDb (الإنجليزية)
- بل برياسون على موقع مونزينجر (الألمانية)
- بل برياسون على موقع ميوزك برينز (الإنجليزية)
- بل برياسون على موقع ديسكوغز (الإنجليزية)